# Feria d'Arles
```

```

La Feria d'Arles est une fête populaire centrée sur la tauromachie se tenant chaque année à Arles (Bouches-du-Rhône). Elle est organisée depuis 1965 par le Comité de la Feria pour accompagner les spectacles taurins par diverses manifestations de rue, festives, populaires, gratuites et ouvertes à tous.

## Historique

### Les courses de taureaux avant 1965

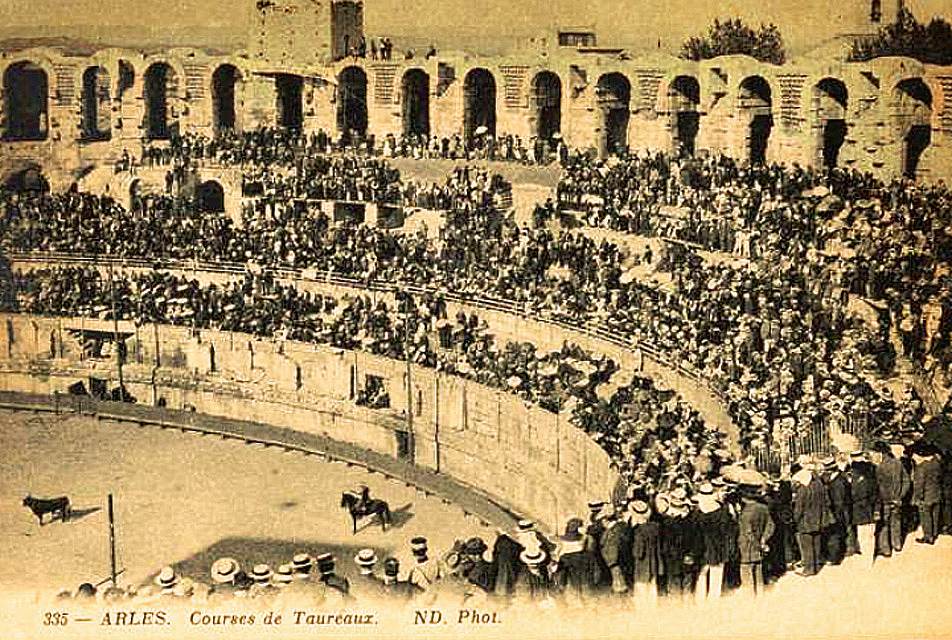
Arènes d'Arles lors d'une corrida au début du XXe siècle

En Camargue, où le capitaine Gaucher de Ventabren s'est illustré en affrontant des « taureaux furieux » dès le XVesiècle, ce sont les rois qui ont donné ses lettres de noblesse à la course à la cocarde. Dès le XVIes, Catherine de Médicis puis Henri IV président une course donnée en leur honneur à Arles. Après eux, dans la même ville, ce sera Louis XIII qui présidera la fête, puis Charles X, puis Louis XVIII . 
La première course de taureaux eut lieu à Arles en 1830. Cette année-là, les arènes venaient d'être dégagées des constructions qui l'encombraient depuis le Moyen Âge. Cette corrida eut lieu pour fêter la prise d'Alger. Ce fut le point de départ de la renommée des Arènes d'Arles comme plaza de toro. L'aménagement des gradins et de la piste se fit progressivement jusqu'en 1990. Gradins et tribunes permettent d'accueillir environ 16 000 spectateurs.
Dès la seconde moitié du XIXes l'engouement pour la tauromachie à l'espagnole va se répandre en France et plus spécialement dans le Sud du pays. Dès 1854, des corridas furent organisées à Nîmes et Arles, mais c'est surtout à partir de 1884 que ces deux villes, tirèrent avantage du prestige de leurs arènes romaines pour présenter des corridas intégrales avec des vedettes au programme : Ángel Pastor ou Frascuelo. Cependant à Arles, aucun taureau ne fut estoqué avant le 14 mai 1894. Les corridas s'y déroulèrent régulièrement, en plus ou moins grand nombre selon le contexte économique. À partir de 1950, Pierre Pouly devint le directeur des arènes où il avait pris l'alternative le 3 septembre 1920.

### Les courses de taureaux après 1965

Programme de la première feria pascale en 1965

La première réunion du Comité d'Organisation de la Feria de la ville d'Arles eut lieu le 16 février 1965.  Son objectif était de mettre en place une structure pour harmoniser les festivités pascales et mettre au point les diverses manifestations prévues pour ce qui allait être la première feria d'Arles à Pâques 1965.
Plusieurs rencontres furent nécessaires pour éditer le premier programme qui répertoriait les festivités. Il sortit des presses de l'imprimerie Ricard et il était « illustré au recto d'un dessin à la plume représentant les gradins vus de la piste de l'Amphithéâtre et au verso de trois toros utilisés comme support publicitaire pour vanter les charmes de Méjanes ». En 1966 le format fut modifié et la couverture fut imprimée en quadrichromie. L'illustration de la une fut modifiée l'année suivante, par contre son illustration resta identique pendant de longues années.
L'afición française, se divise entre les partisans des toros (caste, bravoure) et des toreros (art, finesse et grâce). Les premiers ont Vic-Fezensac comme place forte. Les seconds préfèrent Arles devenu au fil de ses ferias le temple des toreros en habit de lumière, grands techniciens de la cape et de la muleta, pratiquant éminents du classicisme ou du romantisme dans l'art de toréer. Selon l'article de Christophe Chiclet il y aurait « un peu moins d’éleveurs-tricheurs qui limaient le bout des cornes de leurs toros pour éviter les accidents de toreros et ne pas faire peur au “tout Paris” qui se pressait dans les arènes d’Arles et de Nîmes à la fin des années 80. »

## Présentation

### Feria de Pâques

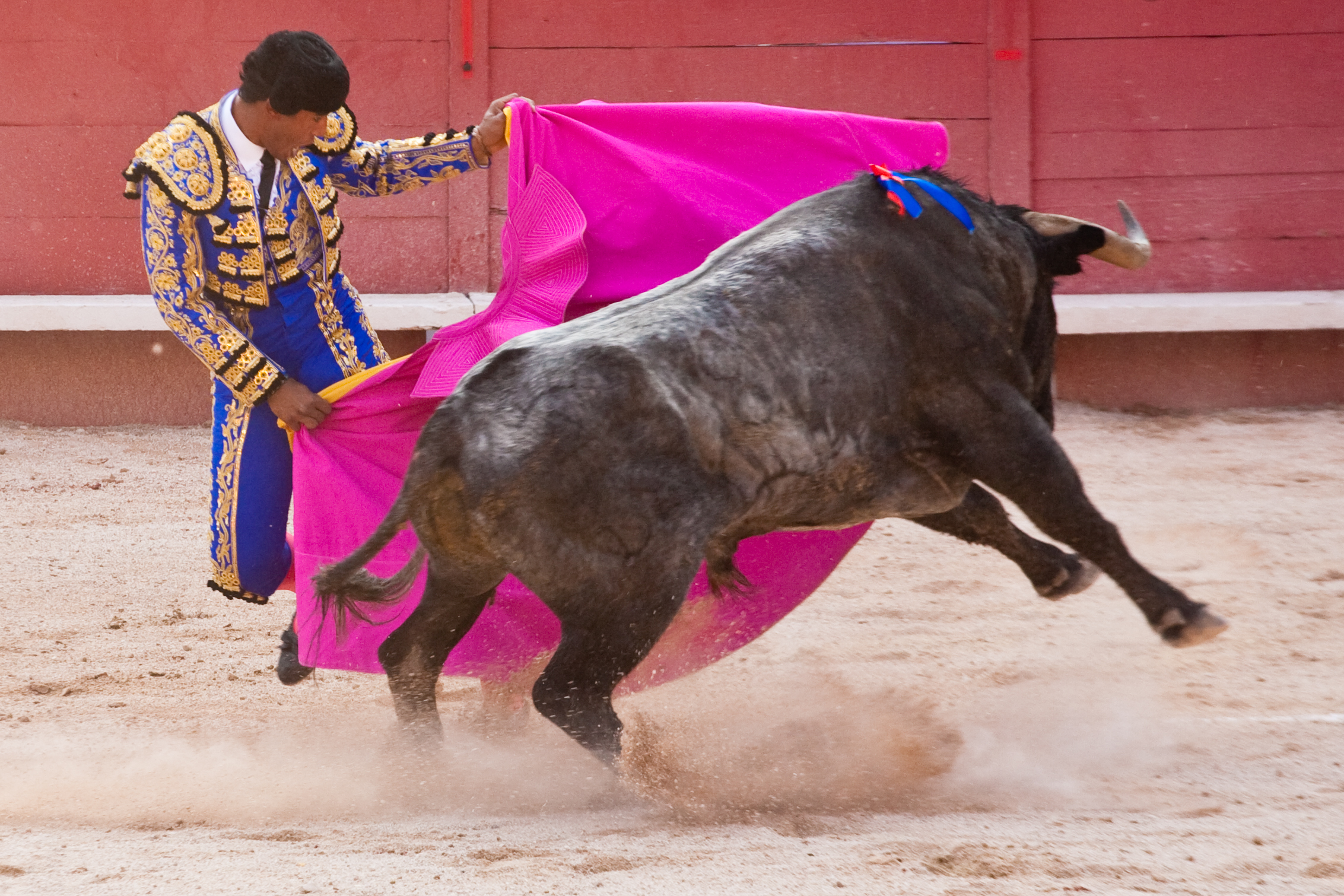
Feria de Pâques à Arles en 2009.

La feria pascale se tient chaque année en avril. Elle ouvre la saison tauromachique française et attire 500 000 visiteurs pour 50 000 aficionados qui assistent aux corridas dans les arènes romaines de la ville. Des abrivados et jeux taurins sont organisés lors de la Feria. Les peñas, bodegas (bars en plein air ou en caves avec musiques festives) et bandas font vivre le centre-ville et des concerts sont planifiés pour animer la ville en fête.
En 1969, lors de la corrida des fêtes du dimanche 6 juillet 1969 (Puerta, El Viti, Hernando) sont réalisées les prises de vue du film "Heureux qui comme Ulysse" avec Fernandel.

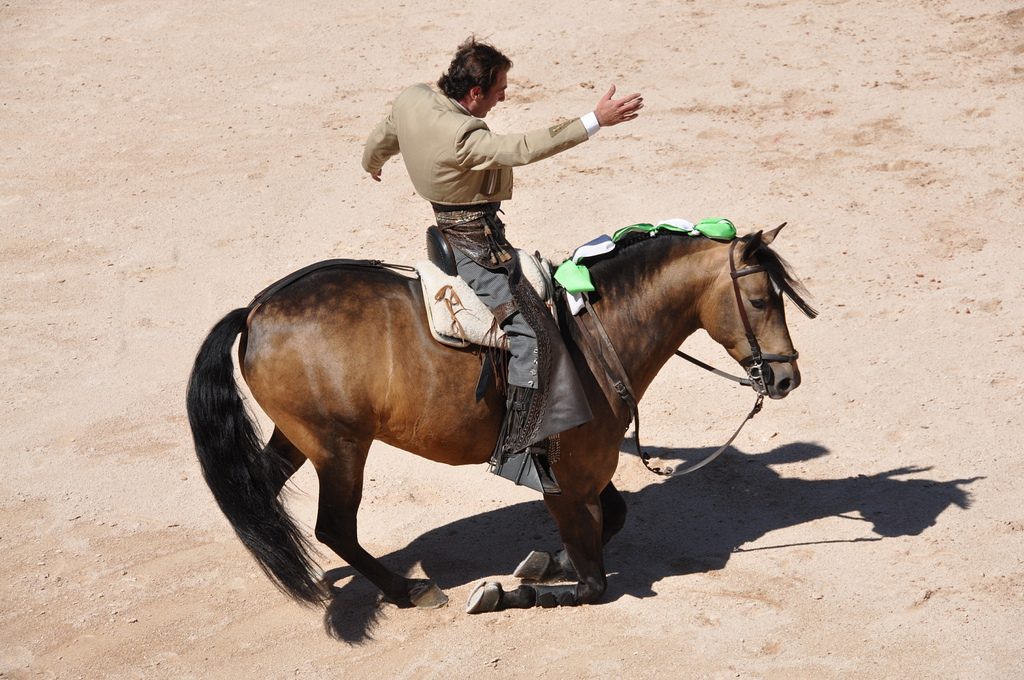
Andy Cartagena à Arles lors de la feria de Pâques en 2010.

Au fil des ferias, Arles s'est beaucoup investie dans les corridas à cheval qui font désormais arènes combles. Ces rejóns allient la tauromachie et le spectacle équestre. Un des meilleurs rejoneadors est Andy Cartagena. De nombreuses femmes pratiquent cet art notamment : Julie Calvière, Patricia Pellen, Marie Sara. ou Léa Vicens.
Les arènes d'Arles ont aussi accueilli les jeunes toreros comme Mehdi Savalli qui a reçu le prix du meilleur novillero. Savalli est un italo-algérien né dans les quartiers d'Arles. Il a pris l’alternative en septembre 2006 dans les arènes de sa ville natale. En même temps, Morenito d'Arles, de son vrai nom Rachid Ouramdam, a obtenu le prix du meilleur banderillero, lui aussi, maghrébin d’Arles.
En 2015, la feria de Pâques a rendu hommage au matador Manzanares avec la participation de ses deux fils : le matador Manzanares (José María Dolls Samper) dont La Provence a salué les exploits, et le rejoneador Manuel Manzanares cité par Corrida-France Cette année là, plus de 180 000 participants sont recensés lors de la Feria.

### Feria du Riz

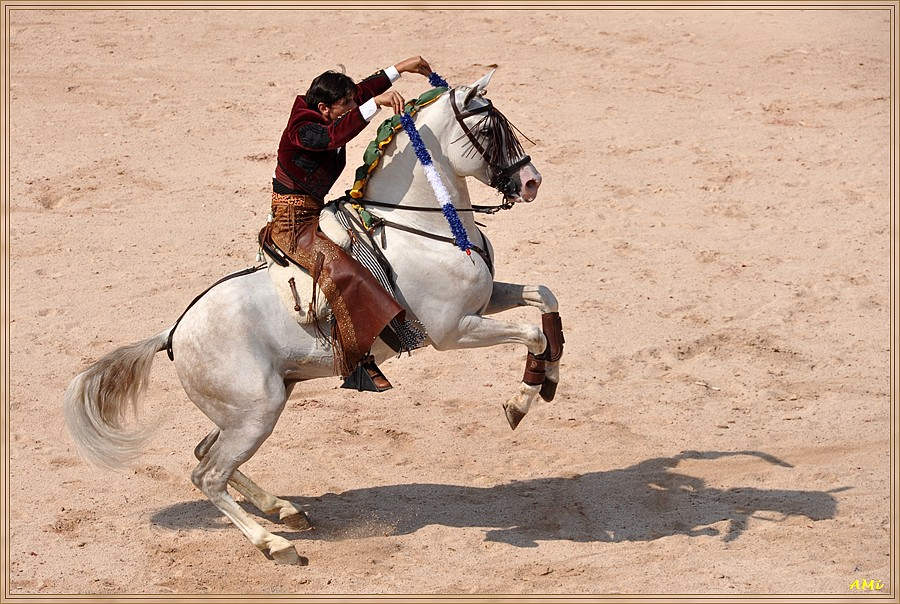
Diego Ventura lors de la feria du Riz 2009.

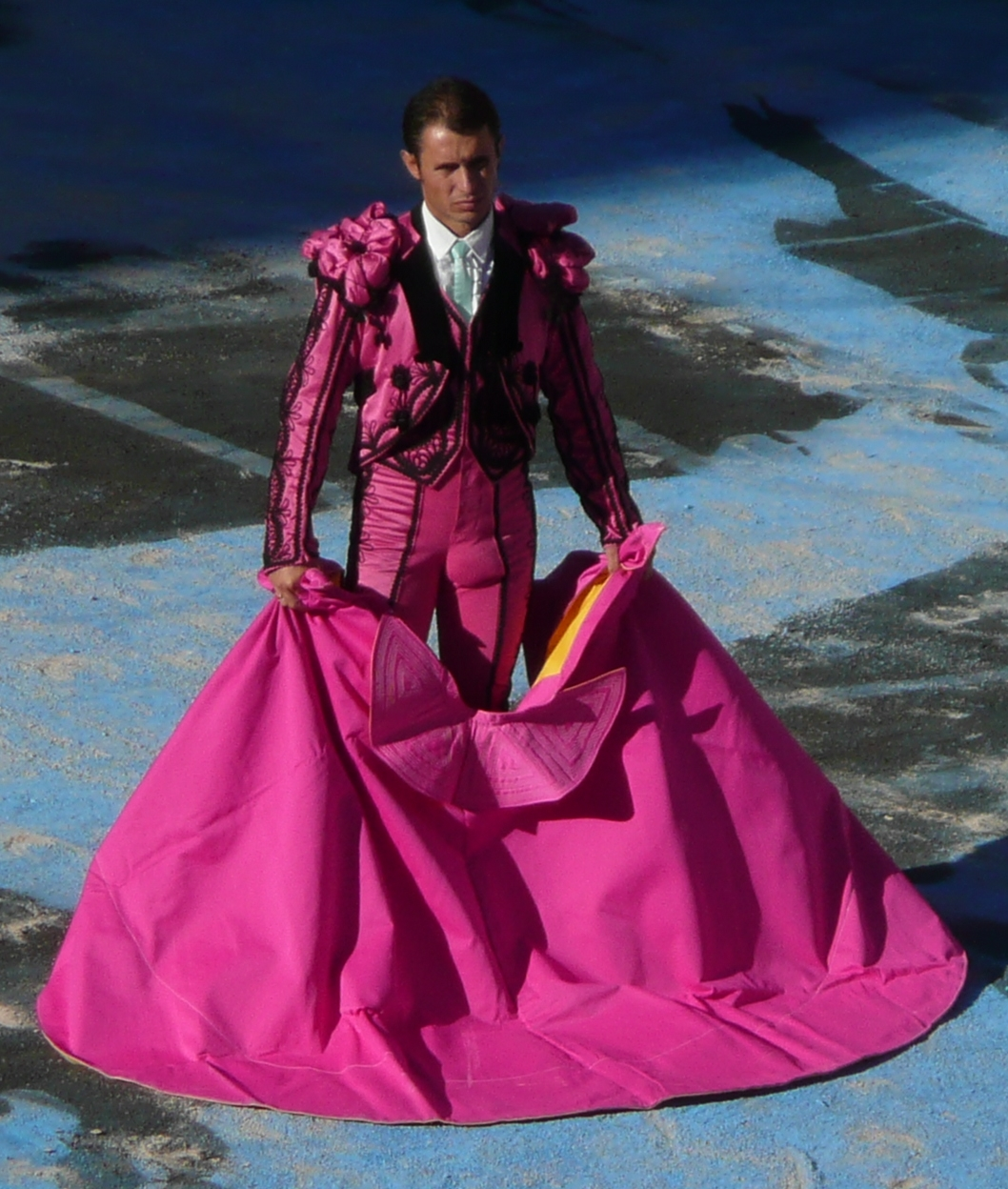
Un peón en habit goyesque lors de la corrida goyesque à Arles, le 11 septembre 2010

Fête du terroir arlésien et de la culture tauromachique, la Feria du Riz prend place à la mi-septembre de chaque année. Elle est le théâtre d'une traditionnelle corrida goyesque mais d'autres courses de taureaux prennent place dans les arènes d'Arles, arènes classées 1re catégorie. Le Festival du Cheval et Camargue Gourmande, sont aussi organisées au même moment par l’Office de Tourisme.
Depuis 2005, la corrida goyesque est devenue le grand événement de la Feria du Riz. Elle mêle des arts multiples, tant par le décor que par la musique. Des créateurs, décorateurs, peintres, architectes d renommée internationale y sont intervenus comme Christian Lacroix, Jean-Paul Chambas, Lucien Clergue, Jean-Pierre Formica, Ena Swansea, Claude Viallat, Loren  ainsi que Rudy Ricciotti. Le déroulement de cette corrida est identique à celui d'« une corrida traditionnelle avec les mêmes règles et le même rituel, seuls les costumes sont différents. ».
« Chaque acteur de la corrida est vêtu d’habits similaires à ceux de l’époque de Goya (1746-1828) avec très peu de broderies et aucunes paillettes, quant à la montera traditionnelle, elle est remplacée par une bicorne ». Autre particularité de cette corrida arlésienne, la musique. Elle est omniprésente avec la chorale Voce, une chanteuse soprano et l'orchestre Chicuelo II qui accompagnent toutes les faenas des toreros.